# Armia „Łódź”

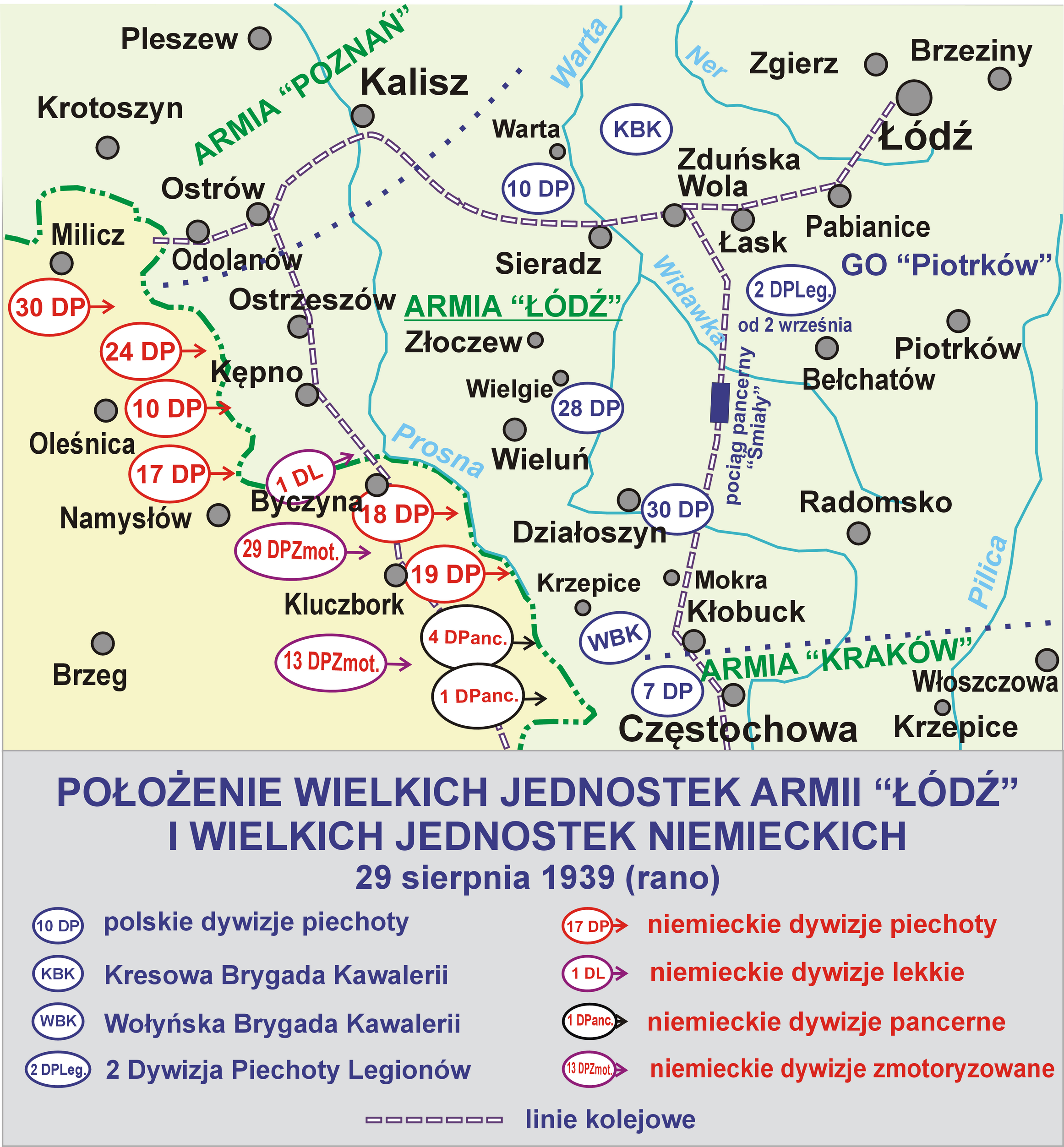

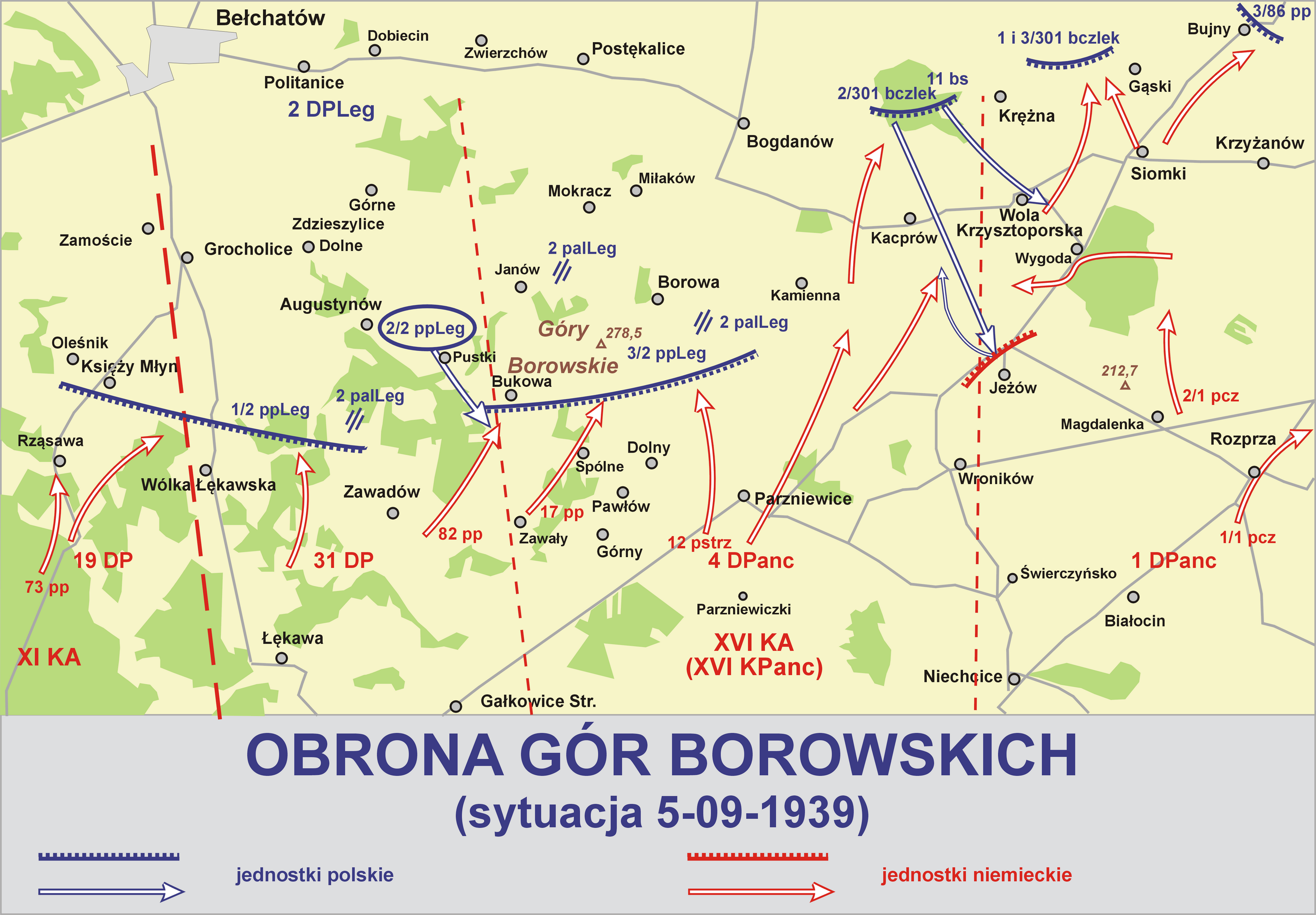

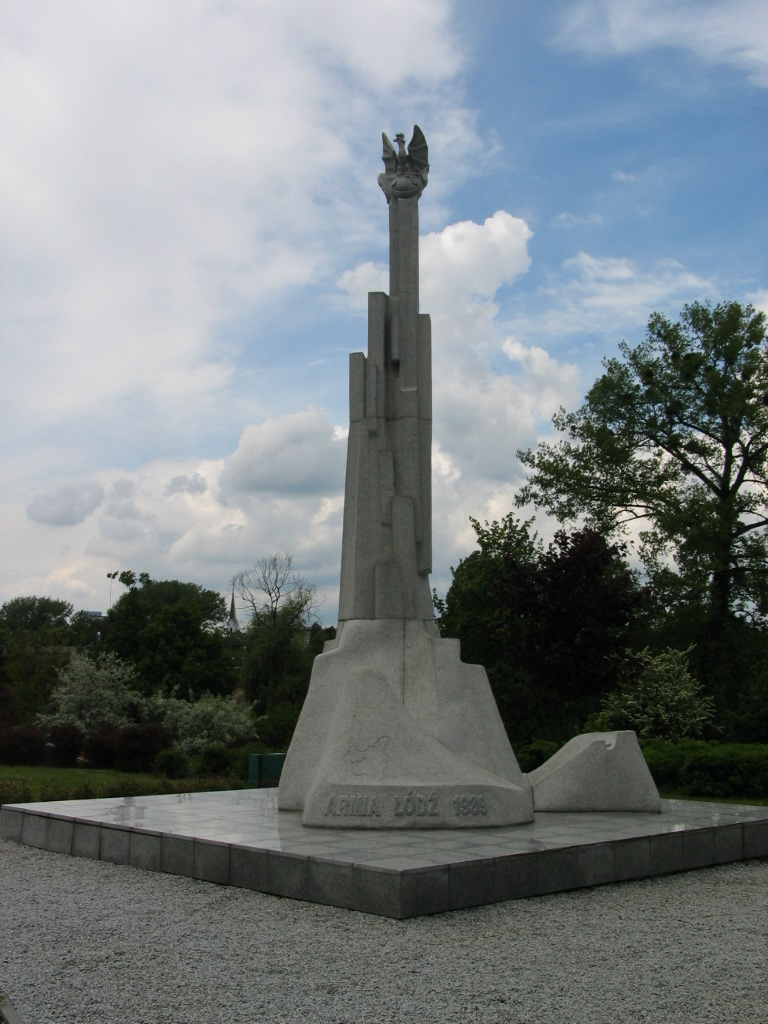
Pomnik Armii Łódź w Parku Helenów

Armia „Łódź” – armia Wojska Polskiego II RP w kampanii wrześniowej 1939.
W czasie kampanii wrześniowej armia dowodzona przez gen. dyw. Juliusza Rómmla walczyła w składzie czterech dywizji piechoty (2., 10., 28. i 30.), Wołyńskiej i Kresowej Brygady Kawalerii oraz Sieradzkiej Brygady ON. Na rubieży Warty i Widawki broniła w kierunku na centrum Polski. W przeddzień wybuchu wojny została wysunięta nad granicę państwową, skąd przez cztery dni opóźniała niemiecką ofensywę. Po ciężkim odwrocie, dowodzona przez  gen. bryg. Wiktora Thomméego, obsadziła Twierdzę Modlińską, w której trwała do 28 września.

## Geneza i zadania
Utworzona 23 marca 1939 armia miała zorganizować obronę pomiędzy Armią „Poznań” i Armią „Kraków” (na kierunku Radomsko – Skarżysko) w pasie od Błaszek na północy do Przedborza na południowym wschodzie. 
Do podstawowych zadań wyznaczonych siłom Armii „Łódź” należała osłona w kierunku na Łódź i Piotrków Trybunalski oraz nacieranie na nieprzyjaciela z kierunku Sieradza na zachód. Szerokość pasa obrony wynosiła około 120 km. Główna pozycja oporu została wyznaczona wzdłuż Warty i jej prawego dopływu Widawki. Pozycja ta znajdowała się w odległości około 90 km od granicy na jej skrzydłach i około 60 km w środku obrony. 
Dowódca armii został też poinformowany, że na jego prawym skrzydle  Armia „Poznań” w razie konieczności cofania się będzie opóźniać przeciwnika na kierunku Głogów–Koło, będzie bronić się nad Wartą z przedmościem Koło. Na jego lewym skrzydle Armia „Kraków” będzie osłaniać kierunek Opole–Częstochowa, natomiast bronić będzie śląskiego okręgu przemysłowego.
W świetle takich zadań dowódca Armii „Łódź” organizował obronę na Warcie i Widawce od Sieradza po Góry Borowskie, a wysunięte pozycje od Kępna po Brzeźnicę. Na pozycji obronnej zamierzał rozmieścić trzy dywizje piechoty i pułk z dywizji odwodowej. Sposób rozegrania walki opóźniającej w okresie planowania ulegał częstym zmianom. Do czerwca przygotowywano koncepcję opóźnianie dwiema brygadami kawalerii, pułkiem kawalerii KOP i 4 batalionami Obrony Narodowej, od czerwca – do połowy sierpnia planowano działania dwiema dywizjami piechoty na Działoszyn i Wieluń i częścią trzeciej na Kępno–Wieruszów oraz siłami półtorej brygady kawalerii. W drugiej połowie sierpnia powrócono do wariantu tylko kawalerią by tuż przed najazdem niemieckim do działań użyć gros piechoty. Sprawa uderzenia z Sieradza między Kalisz a Koło nie była w ogóle rozpatrywana.
Generał Rómmel planował też rozbudowę linii umocnień fortyfikacyjnych stałych i ziemnych. Zaplanowano wysadzenie większości mostów na najważniejszych rzekach w okolicy. Prace przy wznoszeniu schronów rozpoczęto po 24 czerwca, kiedy to Sztab Główny zezwolił na rozpoczęcie budowy umocnień polowych na przyszłych pozycjach obronnych. Do 1 września zdołano zbudować około 46 schronów żelbetowych i 12 ziemno-drewnianych, z czego wiele nie było w pełni ukończonych.
Obronę podzielono na 4 odcinki: Sieradz (linia Warty), Widawa, Szczerców, Rozprza – Księży Młyn. W celu usprawnienia dowodzenia 31 sierpnia ze składu Armii „Łódź” wydzielono 2 grupy operacyjne. Pierwsza pod dowództwem generała Franciszka Dindorf-Ankowicza obsadzała odcinek Sieradz, a pozostałe odcinki przypisano do Grupy Operacyjnej „Piotrków” (pod dowództwem generała Wiktora Thommée). 

Sztab armii był zlokalizowany w Łodzi w Parku Julianowskim w pałacu Juliusza Heinzla. Koncepcję dowódcy armii gen. Rómmla obrony przedpola najlepiej charakteryzują jego słowa:
...Musimy sobie zdawać sprawę, że tylko stosując obronę ruchową możemy zatrzymać i opóźnić tak znaczną przewagę nieprzyjaciela. Tylko w starciach i potyczkach o każdą wieś, lasek, rzeczkę czy wzgórze możemy zahamować tempo jego marszu i wygrać tak potrzebny dla nas czas. Blisko połowa sił własnych armii będzie w trakcie koncentracji lub mobilizacji. Cała armia odwodowa będzie zbierać się pod osłoną naszych walczących oddziałów.
Realizując tę koncepcję, z chwilą ogłoszenia alarmu bojowego 29 sierpnia, gen. Rómmel ruszył trzema dywizjami w kierunku granicy, pozostawiając na głównej linii obrony tylko załogi bezpieczeństwa. 
Na pozycje Armii „Łódź” miało spaść najsilniejsze niemieckie uderzenie, gdyż obszar ten umożliwiał postęp w kierunku: Częstochowa, Łódź, Warszawa. Armia ta także ochraniała koncentrującą się za plecami Armię „Prusy”. Jednak pomimo tych przewidywań nie przeznaczono dla tego zgrupowania wystarczających sił, a jeszcze w ostatniej chwili uszczuplono je o 22 DP.

## Działania armii
Bitwa graniczna
1 września na odcinku 10 DP Niemcy przekroczyli granicę już o 4:00 a na odcinku 30 DP pod Praszką już o 3:45, czyli wcześniej niż na pozostałym froncie. Bombardowanie Wielunia rozpoczęło się o 4:40. W mieście nie było wojska. Dowództwo 28 DP znajdowało się 15 km na północny wschód od miasta w miejscowości Wielgie i tam też była zlokalizowana jedyna bateria przeciwlotnicza dywizji. Między 5:00 a 6:00 Wieluń był bombardowany trzykrotnie a do 14:00 jeszcze kilkakrotnie. 
W pasie obrony 10 DP, w pierwszym rzucie atakowały cztery niemieckie dywizje piechoty a za nimi, na styku z obroną prowadzoną przez 28 DP, dodatkowo 1 Dywizja Lekka dysponująca 230 czołgami i 36 samochodami pancernymi. To dowodnie świadczy o ogromnej przewadze Niemców. 
W nocy z 2 na 3 września 2 Dywizja Piechoty ukończyła wyładowania. Gros dywizji znajdowało się w odwodzie armii w rejonie Łasku. Kresowa Brygada Kawalerii kończyła wyładowania i grupowała się w rejonie na północ od Sieradza.
Począwszy od 4 września gen. Rómmel nalegał na Naczelne Dowództwo o przyspieszenie działań na skrzydłach – od północy przez Armię „Poznań” i pod Piotrkowem przez odwodową Armię „Prusy”. Już 3 września gen. Kutrzeba chciał uderzyć w korytarzu między Prosną i Wartą, ale nie otrzymał wtedy zgody Naczelnego Dowództwa. Około 3:00 w nocy z 4 na 5 września przyszedł telegram o zgodzie na podjęcie działań zaczepnych przez te armie i rozkaz utrzymania obrony na Warcie i Widawce do następnej nocy. Na pomoc Armii „Poznań” było już za późno. Obie armie rozdzielał pas o szerokości około 35 km. O świcie 5 września doszła do punktu kulminacyjnego bitwa nad Wartą. Walka toczyła się na około 40. km linii frontu od Glinna na północy do Strońska na południu. Niemcy wprowadzili do walki dodatkową dywizję piechoty (30 DP) i zwiększyli udział w walce lotnictwa. Rozkaz odwrotu zastał jednostki na 50. km linii frontu w centrum i na południu obrony, umocnione na swoich pozycjach od Pstrokoni, czyli od ujścia Widawki do Warty, do Borowej Góry (na południowy wschód od Bełchatowa koło miejscowości Borowa). Oddziały rozpoczęły wycofywanie w kierunku przepraw na Wiśle późną nocą z 5 na 6 września ale niektóre trwały jeszcze do świtu na swoich stanowiskach. Armia wycofywała się w pasie między Pilicą a Górą Kalwarią.
Armia „Łódź” przez cztery dni w ciężkich walkach opóźniała niemiecką inwazję. Tymczasem bardziej mobilne jednostki niemieckie oskrzydliły Armię Łódź, uderzając na pozycje łączące Armię Łódź z Armiami „Poznań” i „Kraków”, odcinając generała Rómmla od niektórych jednostek (8 Armia oskrzydlając od północy, a 10 Armia od południa). Łódź została zajęta przez jednostki pułku „Leibstandarte SS Adolf Hitler” i 4 Dywizji Pancernej 8–9 września, powstrzymując polski kontratak. Następnie w walkach odwrotowych Armia „Łódź” większością swych sił obsadziła Twierdzę Modlin pod dowództwem generała brygady Wiktora Thommée.

## Struktura organizacyjna armii
- Kwatera Główna Armii „Łódź”
- Grupa Operacyjna „Piotrków”
- 2 Dywizja Piechoty Legionów (od 2 września)
- 10 Dywizja Piechoty
- 22 Dywizja Piechoty Górskiej (do 28 sierpnia 1939)
- 28 Dywizja Piechoty
- Kresowa Brygada Kawalerii (od 2 września)
- Sieradzka Brygada Obrony Narodowej
- pluton łącznikowy nr 10
- 32 eskadra rozpoznawcza
- III/6 dywizjon myśliwski
- 63 eskadra obserwacyjna
- 66 eskadra obserwacyjna

Pierwotnie dla Armii przewidziane były dywizje 9, 10, 24, 26 i 30 oraz Wileńska i Podolska Brygada Kawalerii. 
Łącznie:
- 34 bataliony piechoty
- 29 szwadronów kawalerii
- ok. 170 dział
- 10 dział przeciwlotniczych
- 50 czołgów
- 2 pociągi pancerne
- 55 samolotów, w tym 22 myśliwskie, 10 rozpoznawczych, 14 obserwacyjnych i 9 łącznikowych.

## Obsada personalna Kwatery Głównej Armii
- dowódca armii – gen. dyw. Juliusz Rómmel
- sztabowy oficer do zleceń dowódcy armii – płk dypl. kaw. Zdzisław Chrząstowski († 6 IX 1939)
- adiutant – mjr Tadeusz Strużyński
- dowódca artylerii – płk art. Leonard Lubański
- dowódca lotnictwa i OPL – płk Wacław Iwaszkiewicz
- dowódca etapów – płk dypl. Marian Bolesławicz
- dowódca broni pancernych – płk dypl. Stanisław Rola-Arciszewski
- szef sztabu – płk dypl. Aleksander Pragłowski
- szef Oddziału I – ppłk dypl. Tadeusz Daniec
- szef Oddziału II – ppłk dypl. Karol Piasecki
- oficer sztabu – mjr dypl. art. Jan Młoszewski
- szef Oddziału III – ppłk dypl. Stanisław Rutkowski
- szef Oddziału IV – ppłk dypl. Jan Bracławski-Herman
- dowódca łączności – ppłk Władysław Malinowski
- kwatermistrz – ppłk dypl. art. Marian Kułakowski